# South Amherst
South Amherst – wieś w Stanach Zjednoczonych, w stanie Ohio, w hrabstwie Lorain.